# Àrea metropolitana de Tòquio
L'àrea metropolitana de Tòquio, també anomenada Gran Tòquio, és una àrea metropolitana del Japó integrada per les prefectures de Chiba, Kanagawa i Saitama, a més de la ciutat de Tòquio, situada al seu centre. En funció dels districtes administratius que es tinguin en compte, en japonès es coneix com a "Àrea de Tòquio" (東京圏 Tōkyō-ken), "Àrea Capital" (首都圏 Shuto-ken), "Una Metròpoli, Tres Prefectures" (一都三県 Itto Sanken) o "Kanto del Sud" (南関東Minami-Kantō).
El Gran Tòquio és l'àrea metropolitana més poblada del món; el 2005, la població estimada era de 35,2 milions d'habitants, i abastava una superfície d'aproximadament 13.500 km². Un informe de Nacions Unides del 2017 fa l'estimació de 38.140.000 habitants al Gran Tòquio el 2016.